# Pseudolithos gigas
Pseudolithos gigas är en oleanderväxtart som beskrevs av Dioli. Pseudolithos gigas ingår i släktet Pseudolithos och familjen oleanderväxter. Inga underarter finns listade i Catalogue of Life.